# Antoni Janusz (1929–2019)
Antoni Janusz (ur. 16 kwietnia 1929 w Ptaszkowej, zm. 3 października 2019) – polski biolog, specjalizujący się w antropologii dynamicznej; nauczyciel akademicki, związany z uczelniami wyższymi na Dolnym Śląsku; rektor Akademii Wychowania Fizycznego we Wrocławiu w latach 1981–1982.

## Życiorys
Urodził się w 1929 roku w Ptaszkowej, na terenie obecnego powiatu nowosądeckiego w Małopolsce. Po ukończeniu kolejno szkoły podstawowej i średniej podjął w 1949 roku studia biologiczne na Uniwersytecie Jagiellońskim w Krakowie, po czym w 1952 roku przeniósł się do Wrocławia, gdzie uzyskał w 1954 roku dyplom magistra antropologii.
Bezpośrednio po zakończeniu studiów podjął pracę w Katedrze i Zakładzie Antropologii i Biometrii Wyższej Szkoły Wychowania Fizycznego we Wrocławiu, z którą związał całe swoje życie zawodowe i naukowe. Uzyskał tam kolejno stopnie naukowe doktora w 1962 roku (na podstawie pracy Zróżnicowanie czołowych lekkoatletów polskich napisanej pod kierunkiem Adama Wanke) oraz doktora habilitowanego nauk przyrodniczych w zakresie antropologii w 1973 roku, na podstawie pracy Zastosowanie analizy wielocechowej do zagadnień wzrastania osobniczego na materiale z badań ciągłych dziewcząt wrocławskich w wieku 8–11 lat. Zajmował tam początkowo stanowisko asystenta, od 1962 adiunkta, a od 1973 roku docenta. W 1987 roku został profesorem nadzwyczajnym, a w 1990 roku profesorem zwyczajnym. W tym samym roku prezydent Polski Wojciech Jaruzelski nadał mu tytuł profesora nauk przyrodniczych.
Od samego początku zaangażowany był w rozwój Akademii Wychowania Fizycznego, pełniąc w niej najważniejsze funkcje. Do 2002 roku był kierownikiem Katedry Antropologii i Biometrii, dziekanem Wydziału Wychowania Fizycznego w latach 1973–1976, a w 1981 roku powołano go na rektora tej uczelni. Został zmuszony do ustąpienia ze stanowiska w czasie stanu wojennego, kiedy stanął po stronie relegowanych studentów. W latach 1998–2000 pełnił funkcję prorektora do spraw nauki i współpracy z zagranicą.
Był członkiem kilku towarzystw naukowych, w tym Wrocławskiego Towarzystwa Naukowego i Europejskiego Towarzystwa Antropologicznego. W swoich badań naukowych koncentrował się na antropologii sportu, w tym głównie na poszukiwaniu związków między antropomorfologią układu mięśniowego a budową ciała, rozwojem ontogenetycznym młodzieży oraz morfologicznymi, fizjologicznymi i motorycznymi kierunkami doboru dzieci i młodzieży do sportu.
Od 2004 roku związany był z Polsko-Czeską Wyższą Szkołą Biznesu i Sportu „Collegium Glacense” w Nowej Rudzie, gdzie w latach 2008–2010 pełnił funkcję rektora. Poza tym wykładał w Zakładzie Anatomii Wyższej Szkoły Fizjoterapii we Wrocławiu. Wcześniej pracował w Wydziale Zamiejscowym w Wałbrzychu Wyższej Szkoły Pedagogicznej Towarzystwa Wiedzy Powszechnej. Za swoją działalność naukową, dydaktyczną i społeczną został odznaczony m.in. Złotym Krzyżem Zasługi.

## Główne prace
- Ocena wieku morfologicznego dziewcząt wrocławskich w okresie przedpokwitaniowym, 1977.
- Podstawowa wydolność fizyczna a zróżnicowany stopień dojrzałości biologicznej dzieci i młodzieży szkół wrocławskich, 1992.
- Zmienność cech wydolności fizycznej u dzieci młodzieży wiejskiej, 1994.
- Porównanie stanu zaawansowanego rozwoju cech morfofunkcjonalnych dzieci i młodzieży miejskiej i wiejskiej, 1997.